# Каханов, Михаил Семёнович
Михаил Семёнович Каханов (1833—1900) — русский государственный деятель, статс-секретарь. Действительный тайный советник

## Биография
Происходил из дворянского рода Тамбовской губернии Кахановых: сын генерал-лейтенанта С. В. Каханова. Родился 1 (13) ноября 1833 года.
После окончания Училища правоведения в 1853 году был определён на службу в канцелярию Правительствующего Сената с чином титулярного советника.
С 8 декабря 1861 года был назначен Ярославским вице-губернатором. С 17 апреля по 21 августа был исправляющим должность псковского гражданского губернатора и до 1 апреля 1872 года руководил Псковской губернией, до назначения помощником управляющим делами Комитета министров. В период с 1 января 1875 года по 6 августа 1880 года — управляющий делами Комитета министров. Состоял членом верховной распорядительной комиссии (12.02.1880—06.08.1880). С 6 августа 1880 года по 3 июня 1881 года — товарищ министра внутренних дел (графа М. Т. Лорис-Меликова). С 12 апреля 1881 года — член Государственного совета. Председательствовал в «Особой комиссии для составления проектов местного управления» — Кахановской комиссии (1881—01.05.1885).
Также, с 22 апреля 1871 года он состоял членом Императорского Русского археологического общества, с 14 февраля 1872 года — действительный член Юридического общества, с 5 апреля 1872 года — почётный член Лифляндского общества земледелия и промышленности. С 28 декабря 1873 года — статс-секретарь Его Императорского Величества.
В тайные советники был произведён 29 декабря 1872 года; действительный тайный советник с 6 августа 1880 года.
Награждён орденами: Св. Станислава 2-й степени (25 декабря 1858), Св. Владимира 3-й степени (16 апреля 1867), Св. Станислава 1-й степени (20 апреля 1869), Св. Анны 1-й степени (23 марта 1871), Св. Владимира 2-й степени (1 января 1876), Белого Орла (25 декабря 1878), Св. Александра Невского (15 мая 1883), алмазными знаками к этому ордену (1 января 1888), Святого Владимира 1-й степени (1 января 1895).
Был женат на дочери гвардии штабс-капитана графа К. Н. Толстого — Екатерине Константиновне Толстой (01.01.1837—31.03.1893), за которой получил около 650 десятин земли в Ярославской и Тульской губерниях. Имели дочь Екатерину.
Умер 1 (13) января 1900 года. Похоронен на кладбище Новодевичьего монастыря в Петербурге.